# Radnice ve Phoenixu
Radnice v Phoenixu je radnice města Phoenix, Arizona, Spojené státy. Nachází se v Downtown Phoenix. Budova se rozkládá na 20 podlažích a dosahuje výšky 112 metrů. Byla navržena architektonickou firmou Langdon Wilson. Výstavba byla zahájena v roce 1992 a byla dokončena v roce 1994. Tato budova nahradila bývalou radnici, nyní známou jako Stará radnice. Celkové náklady na vybudování radnice, výstavbu sousední parkovací garáže a renovaci staré radnice činily 83 milionů dolarů. Navíc existují další městské služby v Calvin C. Goode Municipal Building.
Původní radnice byla umístěna na 1. ulici a Washingtonově na bloku 23. Tato budova byla zničena po stavbě Staré radnice.